# Сафакулевский сельсовет
Сафакулевский сельсовет — упразднённые административно-территориальная единица и муниципальное образование со статусом сельского поселения в составе Сафакулевского района Курганской области.
Административный центр — село Сафакулево.
15 марта 2022 года сельсовет был упразднён в связи с преобразованием муниципального района в муниципальный округ.

## История
В соответствии с Законом Курганской области от 6 июля 2004 года № 419 сельсовет наделён статусом сельского поселения.

## Население
| 1989  | 2002  | 2004  | 2010  | 2012  | 2013  | 2014  |
| ----- | ----- | ----- | ----- | ----- | ----- | ----- |
| 4631  | ↘4357 | ↘4201 | ↘3650 | ↘3541 | ↘3516 | ↘3439 |
| 2015  | 2016  | 2017  | 2018  | 2019  | 2020  | 2021  |
| ↘3387 | ↘3354 | ↘3348 | ↘3242 | ↘3160 | ↘3153 | ↗3456 |

## Состав сельского поселения
| № | Населённый пункт | Тип населённого пункта       | Население |
| - | ---------------- | ---------------------------- | --------- |
| 1 | Киреевка         | деревня                      | ↘3        |
| 2 | Сафакулево       | село, административный центр | ↘3453     |